# Simulium rorotaense
Simulium rorotaense är en tvåvingeart som beskrevs av Floch och Abonnence 1946. Simulium rorotaense ingår i släktet Simulium och familjen knott. Inga underarter finns listade i Catalogue of Life.